# Studio 45
Studio 45 je hrvatski televizijski zabavni talk show koji je s emitiranjem krenuo 14. veljače 2011. Voditeljica tog projekta je hrvatska novinarka Antonija Mandić.

## Koncept emisije
U emisiji Studio 45 voditeljica Antonija Mandić razgovara sa svojim gostima (pjevačima, glumcima, sportašima, političarima) o aktualnim temama dana. U dvjesto emisija ugostila je brojna poznata imena kao što su Severina, Gibonni, Jelena Rozga.

## Raspored emitiranja
Emisija je svoju premijeru doživjela 14. veljače 2011. na relativno novom kanalu RTL 2 u 22:00 sata. Nakon tri sezone, od 15. veljače 2014. prebačena je na RTL Televiziju.

## Vanjske poveznice
- Službena stranica  Arhivirana inačica izvorne stranice od 22. listopada 2011. (Wayback Machine)